# Nyssodrysternum cretatum
Nyssodrysternum cretatum är en skalbaggsart som beskrevs av Monné 1985. Nyssodrysternum cretatum ingår i släktet Nyssodrysternum och familjen långhorningar.
Artens utbredningsområde är:
- Guyana.
- Panama.
- Surinam.

Inga underarter finns listade i Catalogue of Life.